# Elezioni regionali in Emilia-Romagna del 2020
Le elezioni regionali in Emilia-Romagna del 2020 si sono svolte il 26 gennaio. Vennero prorogate legalmente oltre la scadenza esatta di novembre 2019 per permettere l'approvazione della legge di bilancio, evitando così l'esercizio provvisorio dell’amministrazione e tutte le conseguenze annesse. Sono state vinte dal presidente uscente Stefano Bonaccini e dalla coalizione di centro-sinistra con il 51,42% dei voti.

## Contestualizzazione
Fin dal 1970 (anno di istituzione delle regioni a statuto ordinario in Italia) l'Emilia-Romagna è stata governata ininterrottamente da maggioranze appartenenti all'area politica di sinistra e centrosinistra, tanto da essere definita, nel linguaggio mediatico, una delle "regioni rosse" per antonomasia. Analizzando gli scrutini delle dieci tornate precedenti, il Partito Comunista Italiano e successivamente le coalizioni guidate da formazioni da esso originatesi hanno sempre avuto una media di oltre 20 punti percentuali di vantaggio sugli sfidanti primi non eletti. Le elezioni del 2014 – indette dopo le dimissioni anticipate del presidente Vasco Errani a seguito dell'inchiesta «Terremerse», conclusasi poi con un'assoluzione definitiva – furono caratterizzate da una bassa affluenza degli elettori alle urne, pari al 37,71% (contro il 68% delle consultazioni del 2010), che stabilì il primato dell'astensionismo alle elezioni regionali in Italia. Anche le primarie della coalizione di centro-sinistra, svolte il 27 settembre 2014, videro la partecipazione di appena 58.000 votanti (meno dei soli iscritti al PD di tutta la regione), costituendo così un record storico negativo in questa tipologia di selezioni a partecipazione diretta.

## Sistema elettorale
Le elezioni regionali del 2020 si sono svolte secondo il sistema elettorale previsto dalla L.R. 23 luglio 2014 n. 21, così come modificata dalla L.R. 6 novembre 2019, n. 23. La normativa prevede l'elezione diretta del Presidente della Giunta regionale a maggioranza relativa dei voti in un turno unico e garantisce alle liste che appoggiano il vincitore almeno 27 seggi su un totale di 50 (premio di governabilità). Quaranta dei consiglieri dell'Assemblea legislativa sono eletti con criterio proporzionale sulla base di liste circoscrizionali provinciali, con recupero dei voti residui in un collegio unico regionale. Nove consiglieri sono eletti con sistema maggioritario fra le coalizioni. L'ultimo seggio è riservato al candidato alla presidenza giunto secondo. Non sono ammesse all'assegnazione dei seggi le liste circoscrizionali il cui gruppo abbia ottenuto, nell'intera regione, meno del 3% dei voti validi, se non collegato a un candidato presidente che ha ottenuto almeno il 5% dei voti nella relativa elezione.

## Candidati alla presidenza
Per le elezioni del 2020 nessun partito o coalizione ha svolto primarie per la scelta del candidato Presidente – a differenza delle volte precedenti – preferendo ricandidare il Presidente uscente (coalizione di centrosinistra), accordarsi su un nome condiviso (coalizione di centrodestra) o tramite una selezione on-line tra i soli iscritti (M5S).
Le candidature alla carica di Presidente, sostenute da liste presentate in almeno cinque province della regione su nove, sono state ufficializzate il 27 e 28 dicembre 2019.
Di seguito la lista dei candidati ammessi:
- Stefano Bonaccini (PD), modenese e presidente uscente, in corsa per un secondo mandato; è sostenuto da una coalizione di centro-sinistra composta da: Partito Democratico, Emilia-Romagna Coraggiosa (lista formata da Articolo Uno, Sinistra Italiana, éViva e realtà politico-associative locali)[19][20], Europa Verde, Volt[21], +Europa - Bonaccini Presidente (costituita da +Europa, PSI e PRI)[22] e dalla civica Bonaccini Presidente (appoggiata da Italia in Comune, Azione[23], Possibile[24], Italia Viva[25] e Centro Democratico[26]);
- Lucia Borgonzoni (Lega), senatrice bolognese ed ex sottosegretario di stato al Ministero per i beni e le attività culturali, è sostenuta da una coalizione di centro-destra (Lega, Forza Italia, Fratelli d'Italia, Cambiamo! e Il Popolo della Famiglia) più le liste civiche "Progetto Emilia-Romagna - Rete civica Borgonzoni presidente" e “Giovani per l’Ambiente”; in passato è stata anche consigliere provinciale di Bologna per un mandato e candidata nel capoluogo emiliano-romagnolo alle elezioni comunali del 2016;
- Simone Benini (M5S), imprenditore forlivese, già consigliere comunale pentastellato dal 2014[17];
- Marta Collot (PaP!), trevigiana trasferitasi a Bologna, studentessa al conservatorio e lavoratrice precaria[27][28];
- Stefano Lugli (L'Altra Emilia-Romagna)[29], originario di San Giovanni in Persiceto (BO) e segretario regionale di Rifondazione Comunista; già consigliere di Sinistra Civica a Finale Emilia, è candidato per la lista L'Altra Emilia-Romagna, di cui fanno parte Partito Comunista Italiano, Partito del Sud e la stessa Rifondazione Comunista[30];
- Laura Bergamini (PC), parmigiana, educatrice di asilo nido[31];
- Domenico Battaglia (Movimento 3V), medico palermitano residente a Ferrara, sostenuto dal movimento pseudoscientifico antivaccinista “Movimento 3V-Vaccini Vogliamo Verità”[32].

Un ulteriore candidato, sostenuto dalla lista "Riconquistare l'Italia", era stato annunciato dal Fronte Sovranista Italiano, che non è stato però in grado di raccogliere le firme necessarie.
Le liste concorrenti si sono presentate in tutte le circoscrizioni provinciali della regione, eccetto «Cambiamo! - Il Popolo della Famiglia» (non presente nelle circoscrizioni di Bologna, Ferrara e Piacenza), «Giovani per l'Ambiente» e «Movimento 3V» (non presenti nella circoscrizione di Reggio Emilia), «Partito Comunista» (non presente nelle circoscrizioni di Ferrara, Piacenza e Ravenna) e «Potere al Popolo!» (non presente nelle circoscrizioni di Piacenza, Ferrara, Rimini e Reggio Emilia).

## Programmi elettorali
Il programma elettorale di Stefano Bonaccini rivendica i risultati conseguiti dall'amministrazione di centro-sinistra uscente (tra cui il "Patto per il Lavoro" del 2015), proponendo quattro punti prioritari accomunati dallo slogan "Un passo avanti": creare asili nido gratuiti e disponibili per tutti i bambini della regione, abbattere le liste d'attesa per gli interventi sanitari e i tempi di accesso nei pronto soccorsi, effettuare la manutenzione preventiva e la messa in sicurezza del territorio e ridurre il fenomeno dei NEET.
La Lega di Lucia Borgonzoni ha proposto l'introduzione di alcune buone pratiche già esistenti nelle regioni governate dal centro-destra (in particolare Lombardia e Veneto), tra cui l'apertura degli ospedali in orario festivo e notturno per l'effettuazione di visite mediche ed esami di laboratorio, la riduzione dell'addizionale regionale Irpef con introduzione dell'aliquota unica all'1,23%, il sostegno al comparto agricolo mediante un più accessibile e completo uso dei fondi strutturali europei, la ripresa degli investimenti nelle aree montane, la riduzione dei costi scolastici per le famiglie, il miglioramento della sicurezza nelle città e campagne oltre ad un generale cambiamento dell'amministrazione regionale, da sempre gestita dalla sinistra.
Il Movimento 5 Stelle punta su tematiche ambientaliste, sociali e infrastrutturali, tra cui la riscrittura della normativa vigente sull'urbanistica, la riprogettazione dell'autostrada regionale Cispadana come strada a scorrimento veloce senza pedaggio, la diminuzione dei rifiuti per chiudere inceneritori e discariche, la messa a dimora di circa 4,5 milioni di nuovi alberi (uno per ogni cittadino residente) oltre al sostegno di sanità pubblica, imprese, lavoro e agricoltura.
Stefano Lugli propone per la lista di sinistra L'Altra Emilia-Romagna una regione "sicura" perché «giusta, pubblica e sostenibile», basata cioè sull'eguaglianza sociale, il contrasto alla privatizzazione dei servizi e il rilancio delle politiche ambientali. Inoltre, prevede la rinuncia davanti al Governo di Roma ad ogni richiesta di autonomia differenziata, con la candidatura di un esponente di spicco del “Partito del Sud” (Natale Cuccurese, Presidente nazionale del partito) al collegio di Reggio Emilia proprio per raggiungere questo obiettivo.
Marta Collot di Potere al Popolo! presenta un «programma di rottura» basato sull'uguaglianza delle persone, in particolare richiedendo un salario minimo garantito di 9 euro all'ora, ridisegnando le politiche urbanistiche locali e ritirando la richiesta di autonomia regionale differenziata presentata dall'Emilia-Romagna al Governo.
Il Partito Comunista di Laura Bergamini mette al centro del proprio programma il lavoro e i cittadini in difficoltà, per garantire la giustizia sociale e l'uguaglianza tra il popolo.
Il Movimento 3V - Vaccini Vogliamo Verità chiede l'abolizione dell'obbligo vaccinale recentemente introdotto dal governo per l'accesso di bambini e infanti a scuole ed asili pubblici.

## Campagna elettorale

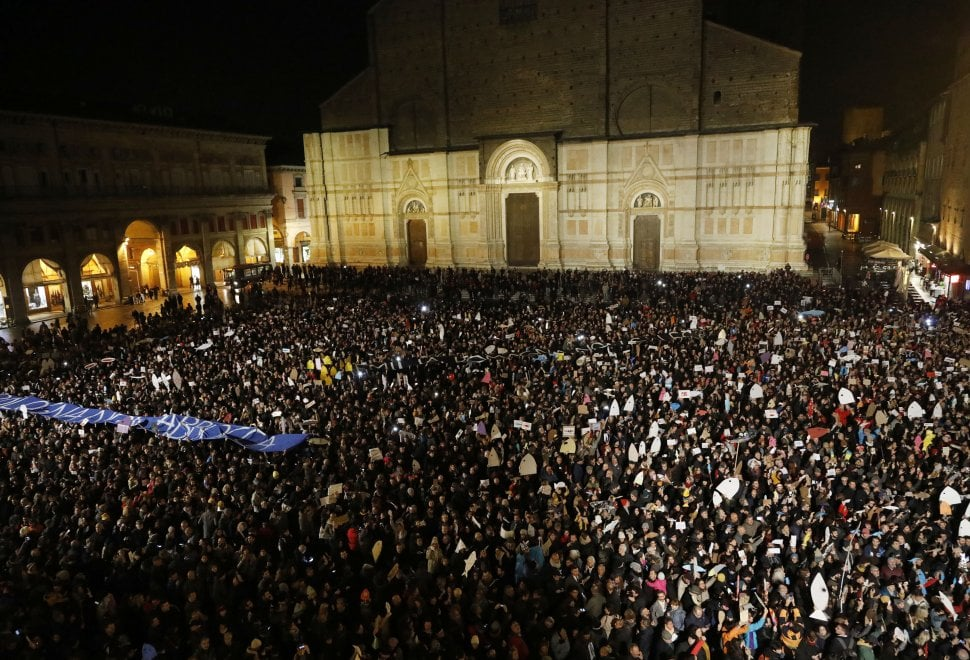
Flash mob "6000 sardine contro Salvini" a Bologna (14 novembre 2019)

La campagna elettorale ha avuto inizio il 14 novembre 2019 dalla Lega, che ha organizzato un evento al Paladozza di Bologna dove Matteo Salvini ha lanciato la candidata del centro-destra Lucia Borgonzoni (alla presenza di circa 5.000 persone) e gli slogan ufficiali “L’Emilia-Romagna è di tutti, liberiamola” e “Loro sono il PD, noi siamo il futuro”.
Contemporaneamente all'evento leghista vengono convocate due manifestazioni di opposizione. Attraverso i social media, si realizza in piazza Maggiore un corteo denominato "6000 sardine contro Salvini", con l'obiettivo di oscurare la campagna elettorale avversaria, radunando un numero di persone superiore alle 5750 che avrebbero potuto occupare i posti a sedere del Paladozza. Gli organizzatori hanno rivendicato più di 10.000 partecipanti al flash mob, mentre vari movimenti e centri sociali hanno invece organizzato un secondo corteo partito da Piazza San Francesco con 5.000 partecipanti (2.000 secondo la questura). Il raduno massivo delle "sardine" è stato poi replicato il 19 novembre in piazza Grande a Modena e in seguito anche in altre città italiane. Il giorno dopo la manifestazione bolognese delle "sardine", il Partito Democratico ha aperto la propria campagna elettorale con un evento di tre giorni a Bologna intitolato “Tutta un'altra storia”. Il 19 novembre va in onda in prima serata su Rai Tre, ospitato dalla trasmissione #cartabianca condotta in diretta da Bianca Berlinguer, il primo dibattito televisivo tra Bonaccini e Borgonzoni, seguito da circa 1,6 milioni di telespettatori (share 6%). Dopo un periodo di incertezza da parte del Movimento 5 Stelle – indeciso sulla propria partecipazione al voto regionale in seguito alla flessione negli scrutini delle ultime elezioni in Umbria – viene lanciato il 21 novembre sulla piattaforma Rousseau un sondaggio per chiedere ai propri iscritti se "Il Movimento 5 stelle deve osservare una pausa elettorale fino a marzo per preparare gli Stati Generali evitando di partecipare alle elezioni di gennaio in Emilia-Romagna e Calabria". Il no vince con il 70,6% dei voti dei militanti e di conseguenza il capo politico Luigi Di Maio annuncia la presentazione della lista del M5S con un proprio candidato alla presidenza, senza alleanze. Il 7 dicembre 2019 Stefano Bonaccini ha lanciato lo slogan "Con la forza delle persone", con cui ha convocato una manifestazione in Piazza Maggiore a Bologna per il lancio ufficiale della sua campagna elettorale alla quale hanno partecipato più di 10.000 persone. Il 12 dicembre, dopo aver consultato i propri iscritti sulla piattaforma Rousseau, il Movimento 5 Stelle ha annunciato come candidato Presidente il consigliere comunale di Forlì Simone Benini, escludendo così definitivamente l'ipotesi, avanzata nelle settimane precedenti, di un'alleanza con la coalizione di centro-sinistra come avvenuto in Umbria nel 2019. Oltre ai numerosi comizi sul territorio, la campagna elettorale dei candidati è caratterizzata dall’uso dei social network (specialmente Facebook, Twitter e Instagram) anche con l'utilizzo di inserzioni a pagamento da parte – in particolar modo – di Bonaccini e Borgonzoni.

## Sondaggi
I sondaggi effettuati nei mesi antecedenti al 26 gennaio hanno evidenziato una generale suddivisione paritaria nelle intenzioni di voto tra il centro-sinistra e il centro-destra, con un margine residuale per il Movimento 5 Stelle. A metà gennaio 2020, prima dello stop alla pubblicazione delle rilevazioni in vigore nei quindici giorni antecedenti le elezioni, i due candidati maggiormente favoriti erano sostanzialmente in pareggio, con un lieve distacco di pochi punti percentuali tra Bonaccini e Borgonzoni. L'indagine sul gradimento delle liste riportava invece un dato diametralmente opposto, con la coalizione di centro-destra complessivamente in vantaggio rispetto al centro-sinistra.
In questa situazione incerta, tenuto conto anche dei fattori legati alle tornate passate (tra cui le elezioni europee del 2019), al naturale margine d'errore dei sondaggi e alla storica scarsa diffusione del cosiddetto "voto disgiunto", gli analisti politici hanno profilato una "sfida all'ultimo voto". Il contesto politico emiliano-romagnolo del 2020 vede infatti per la prima volta nella storia della regione un'apparente contendibilità della presidenza e della maggioranza dei seggi dell'Assemblea legislativa tra lo schieramento di centrosinistra (a trazione Partito Democratico) e quello di centrodestra (a trazione Lega), con l’incognita del Movimento 5 Stelle.

### Candidati presidenti
| Data              | Fonte                                                              | Campione | Bonaccini (CSX) | Borgonzoni (CDX) | Benini (M5S)  | Altri | Indecisi | Distacco |
| ----------------- | ------------------------------------------------------------------ | -------- | --------------- | ---------------- | ------------- | ----- | -------- | -------- |
| 6-12 set 2019     | SWG                                                                | 1000     | 41,0            | 42,0             | 13,0          | 4,0   | 25,0     | 1,0      |
| 20 set 2019       | Repubblica                                                         | –        | 45,0            | 36,0             | N.D.          | N.D.  | N.D.     | 9,0      |
| 20 set 2019       | Il Resto del Carlino                                               | –        | 48,0            | 31,0             | 6,5           | 13,7  | N.D.     | 17,0     |
| 30 ott-4 nov 2019 | EMG-Acqua Group                                                    | –        | 45,5            | 44,0             | 7,0           | 3,5   | N.D.     | 1,5      |
| 8 nov 2019        | Affaritaliani                                                      | –        | 41,0            | 45,0             | 12,0          | 2,0   | N.D.     | 4,0      |
| 9-10 nov 2019     | Tecné                                                              | 800      | 46,0            | 45,0             | 7,0           | 2,0   | 41,0     | 1,0      |
| 9-10 nov 2019     | Tecné                                                              | 800      | 51,0            | 47,0             | con Bonaccini | 2,0   | 42,0     | 4,0      |
| 9-10 nov 2019     | Tecné                                                              | 800      | 50,0            | 48,0             | assente       | 2,0   | 45,0     | 2,0      |
| 9-14 nov 2019     | Winpoll                                                            | 1000     | 50,7            | 42,1             | 6,2           | 1,0   | N.D.     | 8,6      |
| 9-14 nov 2019     | Winpoll                                                            | 1000     | 56,2            | 42,9             | con Bonaccini | 0,9   | N.D.     | 13,3     |
| 13-19 nov 2019    | SWG                                                                | 1000     | 43,0            | 45,0             | 7,0           | 5,0   | 15,0     | 2,0      |
| 15 nov 2019       | MG Research                                                        | -        | 44,0            | 46,0             | 7,0           | 3,0   | N.D.     | 2,0      |
| 15-19 nov 2019    | Ixè                                                                | 1000     | 40,0            | 29,2             | 5,0           | 7,7   | N.D.     | 10,8     |
| 15-19 nov 2019    | Ixè                                                                | 1000     | 41,2            | 29,4             | con Bonaccini | 8,8   | N.D.     | 11,8     |
| 21 nov 2019       | Noto sondaggi                                                      | –        | 45,0            | 44,0             | 8,0           | 3,0   | N.D.     | 1,0      |
| 21 nov 2019       | Noto sondaggi                                                      | –        | 52,0            | 46,0             | con Bonaccini | 2,0   | N.D.     | 6,0      |
| 21 nov 2019       | Noto sondaggi                                                      | –        | 49,0            | 46,0             | assente       | 5,0   | N.D.     | 3,0      |
| 22–24 nov 2019    | Tecnè                                                              | 1000     | 45,0            | 45,0             | 8,0           | 2,0   | N.D.     | Pari     |
| 22–24 nov 2019    | Tecnè                                                              | 1000     | 50,5            | 47,5             | con Bonaccini | 2,0   | N.D.     | 3,0      |
| 24 nov 2019       | Affaritaliani.it                                                   | –        | 46,0            | 44,0             | 7,0           | 3,0   | 25,0     | 2,0      |
| 25 nov 2019       | Piepoli                                                            | –        | 44,0            | 43,0             | 9,0           | 4,0   | N.D.     | 1,0      |
| 29 nov 2019       | MG Research                                                        | –        | 44,5            | 45,0             | 8,0           | 2,5   | N.D.     | 0,5      |
| 29 nov-2 dic 2019 | Izi                                                                | -        | 45,4            | 40,6             | 9,9           | 4,1   | N.D.     | 4,8      |
| 2–4 dic 2019      | EMG                                                                | 1000     | 46,5            | 44,0             | 5,5           | 4,0   | N.D.     | 2,5      |
| 9–12 dic 2019     | Ipsos                                                              | 1000     | 44,2            | 42,1             | 8,4           | 5,3   | N.D.     | 2,1      |
| 10 dic 2019       | Noto                                                               | -        | 46,5            | 44,0             | 5,5           | 4,0   | N.D.     | 2,5      |
| 10–11 dic 2019    | Tecnè                                                              | 1000     | 45,0            | 44,0             | 7,0           | 4,0   | N.D.     | 1,0      |
| 12 dic 2019       | Noto                                                               | –        | 47,0            | 43,0             | 6,0           | 4,0   | N.D.     | 4,0      |
| 13 dic 2019       | MG Research Archiviato il 14 dicembre 2019 in Internet Archive.    | –        | 44,5            | 44,5             | 8,5           | 2,5   | N.D.     | Pari     |
| 14–18 dic 2019    | EMG                                                                | 1000     | 46,5            | 43,5             | 6,5           | 3,5   | N.D.     | 3.0      |
| 17 dic 2019       | Ixè                                                                | -        | 47,2            | 40,1             | 7,8           | 4,9   | 25,0     | 7,1      |
| 18–22 dic 2019    | Demopolis                                                          | 4008     | 46,0            | 44,0             | 7,0           | 3,0   | 25,0     | 2,0      |
| 22-23 dic 2019    | Tecnè                                                              | 1000     | 46,0            | 44,0             | 7,0           | 3,0   | 43,0     | 2,0      |
| 27–30 dic 2019    | MG Research                                                        | –        | 45,5            | 43,5             | 7,5           | 3,5   | N.D.     | 2,0      |
| 28 dic 2019       | Opinio Italia                                                      | 1000     | 46,5            | 43,5             | 7,5           | 2,5   | N.D.     | 3,0      |
| 30-31 dic 2019    | Tecnè                                                              | 1000     | 44,0            | 43,0             | 7,5           | 5,5   | N.D.     | 1,0      |
| 5 gen 2020        | Affaritaliani.it Archiviato il 6 gennaio 2020 in Internet Archive. | –        | 45,0            | 43,0             | 7,0           | 5,0   | N.D.     | 2,0      |
| 6–8 gen 2020      | Demopolis                                                          | 1000     | 46,5            | 44,5             | 6,5           | 2,5   | 24,0     | 2,0      |
| 7 gen 2020        | MG Research                                                        | -        | 45,5            | 43,5             | 6,5           | 3,0   | 40,0     | 2,0      |
| 7 gen 2020        | Noto Sondaggi                                                      | 1000     | 45,0            | 43,0             | 7,0           | 5,0   | N.D.     | 2,0      |
| 9 gen 2020        | Tecnè                                                              | 1000     | 44,0            | 43,0             | 7,5           | 5,5   | 41,0     | 1,0      |
| 9 gen 2020        | SWG                                                                | 1000     | 47,0            | 45,0             | 5,0           | 3,0   | N.D.     | 2,0      |

### Liste elettorali
| Data              | Fonte                | Campione | Centro-sinistra | Centro-sinistra | Centro-sinistra | Centro-sinistra | Centro-sinistra | Centro-sinistra | Centro-destra | Centro-destra | Centro-destra | Centro-destra | Centro-destra | M5S     | Altri | Indecisi | Distacco |
| Data              | Fonte                | Campione | PD              | LeU             | IiC             | Bon. Pres.      | Altri           | Totale          | Lega          | FI            | FdI           | Altri         | Totale        | M5S     | Altri | Indecisi | Distacco |
| ----------------- | -------------------- | -------- | --------------- | --------------- | --------------- | --------------- | --------------- | --------------- | ------------- | ------------- | ------------- | ------------- | ------------- | ------- | ----- | -------- | -------- |
| 3 lug-21 dic 2018 | Ipsos                | 1.440    | 17,0            | N.D.            | N.D.            | N.D.            | N.D.            | 17,0            | 23,0          | 3,0           | N.D.          | N.D.          | 26,0          | 15,0    | 4,0   | 38,0     | 6,0      |
| 6-10 lug 2019     | GPF                  | 1.200    | 14,9            | N.D.            | N.D.            | N.D.            | N.D.            | 14,9            | 15,8          | 3,0           | 2,2           | N.D.          | 21,0          | 6,1     | 2,6   | 32,5     | 0,9      |
| 6-12 set 2019     | SWG                  | 1.000    | 33,5            | 2,0             | 2,0             | N.D.            | 2,5             | 40,0            | 33,5          | 4,0           | 5,5           | 1,5           | 44,5          | 13,0    | N.D.  | N.D.     | Parità   |
| 20 set 2019       | Il Resto del Carlino |          | 44,5            | 44,5            | 44,5            | 44,5            | 44,5            | 44,5            | 43,6          | 43,6          | 43,6          | 43,6          | 43,6          | 8,5     | N.D.  | N.D.     | 0,9      |
| 28 ott 2019       | Affaritaliani.it     |          | 31,7            | N.D.            | N.D.            | N.D.            | N.D.            | 31,7            | 34,5          | 5,0           | 7,4           | N.D.          | 46,9          | 6,5     | N.D.  | N.D.     | 2,8      |
| 3 nov 2019        | Baritalianews.it     |          | 31,50           | 3,00            | N.D.            | 5,40            | N.D.            | 39,9            | 33,77         | 5,50          | 7,00          | N.D.          | 46,27         | 7,5     | N.D.  | N.D.     | 2,27     |
| 6-7 nov 2019      | Termometro Politico  | –        | 44,5-47,5       | 44,5-47,5       | 44,5-47,5       | 44,5-47,5       | 44,5-47,5       | 44,5-47,5       | 47,0-50,0     | 47,0-50,0     | 47,0-50,0     | 47,0-50,0     | 47,0-50,0     | N.D.,   | N.D.  | N.D.     | 2,5      |
| 9-14 nov 2019     | Winpoll              | 1000     | 44,8            | 44,8            | 44,8            | 44,8            | 44,8            | 44,8            | 47,6          | 47,6          | 47,6          | 47,6          | 47,6          | 6,0     | 1,2   | N.D.     | 2,8      |
| 9-14 nov 2019     | Winpoll              | 1000     | 33,9            |                 |                 |                 | 10,9            | 44,8            | 30,9          | 4,4           | 6,1           | 4,1           | 47,6          | 6,0     | 1,2   | N.D.     | 3,0      |
| 13-19 nov 2019    | SWG                  | 1000     | 27,0            | 2,5             | 2,0             |                 | 8,5             | 40,0            | 32,0          | 4,5           | 7,0           | 4,5           | 48,5          | 8,5     | 3,0   | 16,0     | 5,0      |
| 13-19 nov 2019    | SWG                  | 1000     | 29,0            | 3,5             | 3,0             |                 | 9,5             | 45,0            | 33,5          | 4,5           | 7,5           | 5,0           | 50,5          | assente | 4,5   | 18,0     | 4,5      |
| 15 nov 2019       | MG Research          |          | 35,0            |                 |                 |                 | 5,5             | 40,5            | 34,0          | 5,0           | 8,0           | 1,0           | 48,0          | 8,5     | 4,5   | N.D.     | 1,0      |
| 15-19 nov 2019    | Ixè                  | 1000     | 31,6            | 31,6            | 31,6            | 31,6            | 31,6            | 31,6            | 33,1          | 33,1          | 33,1          | 33,1          | 33,1          | 8,2     | 6,2   | 18,1     | 1,5      |
| 15-19 nov 2019    | Ixè                  | 1000     | 33,7            | 33,7            | 33,7            | 33,7            | 33,7            | 33,7            | 34,0          | 34,0          | 34,0          | 34,0          | 34,0          | assente | 7,6   | 20,6     | 0,3      |
| 15-19 nov 2019    | Ixè                  | 1000     | 34,3            |                 |                 |                 |                 |                 | 30,9          | 5,1           | 6,0           |               |               | 10,4    | 13,3  | N.D.     | 3,4      |
| 2 dic 2019        | Izi                  | 1007     | 24,7            | 11,0            | 11,0            | 11,0            | 11,0            | 35,7            | 29,8          | 5,1           | 9,4           | 1,1           | 45,4          | 10,9    | 12,0  | N.D.     | 5,1      |
| 13-17 dic 2019    | Ixè                  | 1000     | 29,4            | N.D.            | N.D.            | 7,8             | 6,8             | 44,0            | 27,8          | 4,2           | 7,9           | 2,0           | 41,9          | 8,8     | 5,3   | N.D.     | 1,6      |
| 18-22 dic 209     | Demopolis            | 1000     | 44,0            | 44,0            | 44,0            | 44,0            | 44,0            | 44,0            | 45,0          | 45,0          | 45,0          | 45,0          | 45,0          | 8,0     | 3,0   | 25,0     | 1,0      |
| 22-23 dic 2019    | Tecnè                | 1000     | 31,0            | 14,0            | 14,0            | 14,0            | 14,0            | 45,0            | 30,0          | 5,0           | 7,0           | 3,0           | 45,0          | 7,0     | 3,0   | N.D.     | 1,0      |
| 27-30 dic 2019    | MG Research          | -        | 28,5            | 15,5            | 15,5            | 15,5            | 15,5            | 44,0            | 33,0          | 5,0           | 7,0           | 1,5           | 46,5          | 7,5     | 3,0   | N.D.     | 4,5      |
| 30-31 dic 2019    | Tecnè                | 1000     | 28,5            | 14,0            | 14,0            | 14,0            | 14,0            | 42,5            | 30,0          | 4,5           | 5,0           | 4,5           | 44,0          | 7,5     | 6,0   | 41,0     | 1,5      |
| 6-8 gen 2020      | Demopolis            | 1000     | 44,5            | 44,5            | 44,5            | 44,5            | 44,5            | 44,5            | 45,0          | 45,0          | 45,0          | 45,0          | 45,0          | 7,8     | 2,7   | 24,0     | 0,5      |
| 9 gen 2020        | SWG                  | 1000     | 25,0            | 18,5            | 18,5            | 18,5            | 18,5            | 44,5            | 31,0          | 4,0           | 7,5           | 4,5           | 47,0          | 6,0     | 2,5   | 40,0     | 2,5      |

## Affluenza
Il corpo elettorale per le elezioni del 26 gennaio 2020 risultava composto da 3.508.332 elettori, di cui 1.804.037 donne e 1.704.295 uomini, registrati nei 4.520 seggi elettorali dei 328 comuni dell'Emilia-Romagna. Alla chiusura dei seggi l'affluenza definitiva si è attestata al 67,67%, in aumento rispetto al 2014, ma risultando altresì la seconda più bassa sul totale degli aventi diritto al voto nelle 11 consultazioni regionali svoltesi a partire dal 1970.
| Provincia      | Affluenza | Affluenza | Affluenza      |
| Provincia      | 12:00     | 19:00     | 23:00 (finale) |
| -------------- | --------- | --------- | -------------- |
| Emilia-Romagna | 23,44%    | 58,82%    | 67,67%         |
| Bologna        | 24,97%    | 61,88%    | 70,98%         |
| Ferrara        | 23,63%    | 57,94%    | 65,59%         |
| Forlì-Cesena   | 23,55%    | 59,39%    | 67,54%         |
| Modena         | 23,96%    | 59,89%    | 69,11%         |
| Parma          | 21,98%    | 55,12%    | 64,07%         |
| Piacenza       | 22,55%    | 54,38%    | 62,91%         |
| Ravenna        | 23,67%    | 60,67%    | 69,71%         |
| Reggio Emilia  | 23,54%    | 58,83%    | 67,97%         |
| Rimini         | 19,87%    | 54,57%    | 63,54%         |

## Risultati
|                                                             | Stefano Bonaccini ✔️ Presidente | 1 195 819            | 51,42 | Partito Democratico      | 749 976   | 34,69 | 22 |  |  |
| Bonaccini Presidente                                        | Stefano Bonaccini ✔️ Presidente | 1 195 819            | 51,42 | 124 591                  | 5,76      | 3     |    |  |  |
| Emilia-Romagna Coraggiosa Ecologista e Progressista         | Stefano Bonaccini ✔️ Presidente | 1 195 819            | 51,42 | 81 419                   | 3,77      | 2     |    |  |  |
| Europa Verde                                                | Stefano Bonaccini ✔️ Presidente | 1 195 819            | 51,42 | 42 156                   | 1,95      | 1     |    |  |  |
| +Europa - PSI - PRI                                         | Stefano Bonaccini ✔️ Presidente | 1 195 819            | 51,42 | 33 087                   | 1,53      | –     |    |  |  |
| Volt Emilia-Romagna                                         | Stefano Bonaccini ✔️ Presidente | 1 195 819            | 51,42 | 9 253                    | 0,43      | –     |    |  |  |
|                                                             | Lucia Borgonzoni                | 1 014 654            | 43,63 | Lega per Salvini Premier | 690 864   | 31,95 | 14 |  |  |
| Fratelli d'Italia                                           | Lucia Borgonzoni                | 1 014 654            | 43,63 | 185 796                  | 8,59      | 3     |    |  |  |
| Forza Italia                                                | Lucia Borgonzoni                | 1 014 654            | 43,63 | 55 317                   | 2,56      | 1     |    |  |  |
| Progetto Emilia-Romagna - Rete Civica Borgonzoni Presidente | Lucia Borgonzoni                | 1 014 654            | 43,63 | 37 462                   | 1,73      | –     |    |  |  |
| Cambiamo! - Il Popolo della Famiglia                        | Lucia Borgonzoni                | 1 014 654            | 43,63 | 6 341                    | 0,29      | –     |    |  |  |
| Giovani per l'Ambiente                                      | Lucia Borgonzoni                | 1 014 654            | 43,63 | 6 007                    | 0,28      | –     |    |  |  |
| Seggio di coalizione                                        | Seggio di coalizione            | Seggio di coalizione | 43,63 | 1                        |           |       |    |  |  |
|                                                             | Simone Benini                   | 80 763               | 3,47  | Movimento 5 Stelle       | 102 595   | 4,74  | 2  |  |  |
|                                                             | Domenico Battaglia              | 10 978               | 0,47  | Movimento 3V             | 11 187    | 0,52  | –  |  |  |
|                                                             | Laura Bergamini                 | 10 263               | 0,44  | Partito Comunista        | 10 287    | 0,48  | –  |  |  |
|                                                             | Marta Collot                    | 7 024                | 0,30  | Potere al Popolo!        | 8 048     | 0,37  | –  |  |  |
|                                                             | Stefano Lugli                   | 5 976                | 0,26  | L'Altra Emilia-Romagna   | 7 830     | 0,36  | –  |  |  |
| Totale                                                      | Totale                          | 2 325 497            | 100   |                          | 2 162 216 | 100   | 49 |  |  |
|                                                             |                                 |                      |       |                          |           |       |    |  |  |
| Schede bianche                                              | Schede bianche                  | 11 932               | 0,50  |                          |           |       |    |  |  |
| Schede nulle                                                | Schede nulle                    | 36 545               | 1,54  |                          |           |       |    |  |  |
| Votanti                                                     | Votanti                         | 2 373 974            | 67,67 |                          |           |       |    |  |  |
| Elettori                                                    | Elettori                        | 3 508 179            |       |                          |           |       |    |  |  |

1. ↑  Include Azione, Italia in Comune, Centristi per l'Europa, Possibile, Italia Viva e Centro Democratico
2. ↑  Include Articolo Uno, Sinistra Italiana e èViva, col sostegno di DiEM25
3. ↑  Include Partito della Rifondazione Comunista, Partito Comunista Italiano, Partito del Sud e Partito Umanista

## Consiglieri eletti
| Collegio       | Lista                      | Eletto                         |
| -------------- | -------------------------- | ------------------------------ |
| Emilia-Romagna | Presidente eletto          | Stefano Bonaccini              |
| Emilia-Romagna | Seconda classificata       | Lucia Borgonzoni               |
| Bologna        | Partito Democratico        | Raffaele Donini                |
| Bologna        | Partito Democratico        | Marilena Pillati               |
| Bologna        | Partito Democratico        | Francesca Marchetti            |
| Bologna        | Partito Democratico        | Stefano Caliandro              |
| Bologna        | Partito Democratico        | Antonio Mumolo                 |
| Bologna        | Lega                       | Michele Facci                  |
| Bologna        | Lega                       | Daniele Marchetti              |
| Bologna        | Lista Bonaccini Presidente | Mauro Felicori                 |
| Bologna        | Europa Verde               | Silvia Zamboni                 |
| Bologna        | Emilia Romagna Coraggiosa  | Igor Taruffi                   |
| Bologna        | Fratelli d'Italia          | Marco Lisei                    |
| Bologna        | Movimento 5 Stelle         | Silvia Piccinini               |
| Bologna        | Forza Italia               | Valentina Castaldini           |
| Modena         | Partito Democratico        | Palma Costi                    |
| Modena         | Partito Democratico        | Luca Sabattini                 |
| Modena         | Partito Democratico        | Francesca Maletti              |
| Modena         | Lega                       | Stefano Bargi                  |
| Modena         | Lega                       | Simone Pelloni                 |
| Modena         | Lista Bonaccini Presidente | Giulia Pigoni                  |
| Modena         | Fratelli d'Italia          | Michele Barcaiuolo             |
| Modena         | Movimento 5 Stelle         | Giulia Gibertoni               |
| Reggio Emilia  | Partito Democratico        | Alessio Mammi                  |
| Reggio Emilia  | Partito Democratico        | Ottavia Soncini                |
| Reggio Emilia  | Partito Democratico        | Andrea Costa                   |
| Reggio Emilia  | Lega                       | Maura Catellani                |
| Reggio Emilia  | Lega                       | Gabriele Delmonte              |
| Reggio Emilia  | Lista Bonaccini Presidente | Stefania Bondavalli            |
| Reggio Emilia  | Emilia Romagna Coraggiosa  | Elly Schlein                   |
| Piacenza       | Lega                       | Matteo Rancan                  |
| Piacenza       | Lega                       | Valentina Stragliati           |
| Piacenza       | Partito Democratico        | Katia Tarasconi                |
| Piacenza       | Fratelli d'Italia          | Giancarlo Tagliaferri          |
| Parma          | Partito Democratico        | Barabara Lori (dimissionaria)  |
| Parma          | Partito Democratico        | Massimo Iotti (deceduto)       |
| Parma          | Partito Democratico        | Matteo Daffadà                 |
| Parma          | Partito Democratico        | Simona Caselli (rinunciataria) |
| Parma          | Partito Democratico        | Pasquale Gerace                |
| Parma          | Lega                       | Fabio Rainieri                 |
| Parma          | Lega                       | Emiliano Occhi                 |
| Ferrara        | Partito Democratico        | Marcella Zappaterra            |
| Ferrara        | Partito Democratico        | Marco Fabbri                   |
| Ferrara        | Lega                       | Fabio Bergamini                |
| Forlì-Cesena   | Partito Democratico        | Lia Montalti                   |
| Forlì-Cesena   | Partito Democratico        | Massimo Bulbi                  |
| Forlì-Cesena   | Lega                       | Massimiliano Pompignoli        |
| Ravenna        | Partito Democratico        | Manuela Rontini                |
| Ravenna        | Partito Democratico        | Andrea Corsini                 |
| Ravenna        | Lega                       | Andrea Liverani                |
| Rimini         | Partito Democratico        | Emma Petitti                   |
| Rimini         | Partito Democratico        | Nadia Rossi                    |
| Rimini         | Lega                       | Matteo Montevecchi             |